# Santa Maria in Domnica
Santa Maria in Domnica, officiellt Santa Maria in Domnica alla Navicella, är en kyrkobyggnad och mindre basilika i Rom, helgad åt Jungfru Maria. Kyrkan är belägen vid Via della Navicella i Rione Celio och tillhör församlingen Santa Maria in Domnica alla Navicella.
Tillnamnet ”Domnica” tros komma av latinets dominicus, ”tillhörande Herren”. ”Navicella”, italienska för litet skepp, åsyftar den romerska marmorskulptur föreställande ett fartyg, vilken år 1931 gjordes om till en fontän – Fontana della Navicella.

## Kyrkans historia
Den ursprungliga kyrkan uppfördes förmodligen under 600-talet. Den byggdes om under påve Paschalis I (817–824), då bland annat absidens och triumfbågens mosaiker tillkom. Absidmosaiken föreställer Jungfru Maria och Barnet omgivna av änglaskaror. Framför dem knäböjer påve Paschalis I; hans fyrkantiga gloria anger att mosaiken utfördes under hans levnad. Mittskeppets väggar är vid taket dekorerade med en fris av Perino del Vaga.

## Titeldiakonia
Santa Maria in Domnica stiftades som titeldiakonia av påve Agatho år 678.
Kardinaldiakoner under 1900- och 2000-talet
- Luigi Tripepi (1901–1906)
- Vakant (1906–1911)
- Basilio Pompilj (1911–1914)
- Scipione Tecchi (1914–1915)
- Vakant (1915–1916)
- Nicolò Marini (1916–1923)
- Vakant (1923–1935)
- Camillo Caccia Dominioni (1935–1946)
- Alfredo Ottaviani (1953–1967); titulus pro illa vice (1967–1979)
- Henri de Lubac (1983–1991)
- Luigi Poggi (1994–2005)
- William Joseph Levada (2006–2016); titulus pro hac vice (2016–2019)
- Marcello Semeraro (2020–)

## Bilder
| - Jungfru Maria och Jesusbarnet med den knäböjande påve Paschalis I. - Fontana della Navicella. |